# Ladislav Hrzal
Ladislav Hrzal (27. října 1923 Praha – mezi 2006 a 2008) byl český marxistický filozof a vysokoškolský pedagog, v letech 1981–1990 člen Československé akademie věd.

## Život
Od roku 1939 pracoval jako dělník a po druhé světové válce se stal politickým pracovníkem Svazu české mládeže. V letech 1946–1949 studoval na Vysoké škole politické a sociální v Praze, kde dosáhl akademického titulu inženýr. Od roku 1949 byl politickým pracovníkem krajského výboru KSČ v Praze. V roce 1953 nastoupil jako pedagog na Vysokou stranickou školu při ÚV KSČ (pozdější VŠP), kde setrval až do roku 1978. Od roku 1964 zde působil jako docent, v roce 1971 byl jmenován profesorem filozofie.
V roce 1963 se stal kandidátem věd (CSc.), v roce 1974 doktorem věd (DrSc.). Od roku 1981 byl členem korespondentem Československé akademie věd, kde již od roku 1970 zastával funkci předsedy kolegia pro filozofii a sociologii. V roce 1988 se stal řádným členem (akademikem) ČSAV. Dne 7. května 1990 se členství v Československé akademii věd písemně vzdal.
Zabýval se marxistickou filozofií, především historickým materialismem, úlohou lidových mas ve společnosti a problémy socialistického životního způsobu. Značnou pozornost věnoval kritice buržoazních ideologií a revizionismu ve vývoji českého filozofického myšlení. Po roce 1968 napsal spolu s Jakubem Netopilíkem řadu článků do Filosofického časopisu, které pak byly v rozšířené formě zahrnuty do knihy Ideologický boj ve vývoji české filosofie (1975). Názory a hodnocení, které tato publikace obsahovala, se staly „jednou ze záminek a nástrojů perzekuce mnoha českých filozofů v období tzv. normalizace“.
Ladislav Hrzal obdržel v roce 1970 vyznamenání Za zásluhy o výstavbu, v roce 1973 byl vyznamenán Řádem práce a v roce 1984 se stal laureátem Státní ceny. Československá akademie věd mu v roce 1973 udělila zlatou oborovou plaketu F. Palackého za zásluhy ve společenských vědách a v roce 1983 mu udělila stříbrnou plaketu „Za zásluhy o vědu a lidstvo“. V roce 1988 obdržel Řád Vítězného února „za dlouholetou obětavou činnost pro Komunistickou stranu Československa a socialistickou společnost“.
Zemřel mezi lety 2006 a 2008, neboť do roku 2006 je datován jeho článek „Kapitalismus hraje nejdivočejší hry“, který vyšel v roce 2008 v týdeníku Obrys-Kmen jakožto text z autorovy pozůstalosti.

## Spisy (výběr)
- Úloha lidových mas a osobnosti v dějinách. Vydání I. Praha: Státní nakladatelství politické literatury, 1959. 100 stran.
- Předmět a metoda historického materialismu: základní otázky. (Spoluautor: Karel Mácha.) Vyd. 1. Praha: Státní nakladatelství politické literatury, 1961. 152 s.
- Lid a jeho úloha v dějinách. Praha: Vysoká stranická škola – Inst. spol. věd při ÚV KSČ, 1962. 254 s.
- Společnost, lid, jednotlivec: aktuální otázky. (Spoluautor: Karel Mácha.) 1. vyd. Praha: NPL, 1963. 297 s.
- Kriticky o "demokratickom socializme". 1. vyd. Bratislava: Pravda, 1970. 219 s.
- Antikomunismus a ideologický boj. (Spoluautorka: Mariana Štěpánová.) 1. vyd. Praha: Horizont, 1971. 189 s.
- Kritika pravicového a levicového revizionismu a oportunismu. 1. vyd. Praha: Horizont, 1973. 141 s.
- Kritika soudobých sociologických a sociálně filosofických teorií. 1. vyd. Praha: Svoboda, 1973. 209 s.
- Společnost a zájmy. 1. vyd. Praha: Práce, 1974. 60 s.
- Ideologický boj ve vývoji české filozofie. (Spoluautor: Jakub Netopilík.) Vyd. 1. Praha: Svoboda, 1975. 376 s.
- Mírové soužití a boj proti revizionismu. (Spoluautor: Milan Matouš.) 1. vyd. Praha: Horizont, 1975. 133 s.
- Reálný socialismus je humanismus. (Spoluautor: S. I. Popov.) 1. vyd. Praha: Horizont, 1976. 175 s.
- Teorie a praxe demokratického socialismu. 2., přeprac. vyd. Praha: Orbis, 1976. 235 s.
- Ideologický boj ve vývoji české filozofie. (Spoluautor: Jakub Netopilík.) 2. přeprac. a dopl. vyd. Praha: Svoboda, 1983. 453 s.
- Morálka: smysl života: svoboda. 1. vyd. Praha: Práce, 1986. 134 s.